# Ajmonia gratiosa
Ajmonia gratiosa är en spindelart som först beskrevs av Simon 1881.  Ajmonia gratiosa ingår i släktet Ajmonia och familjen kardarspindlar. Inga underarter finns listade i Catalogue of Life.